# کبک (مونتانا)
کبک (به انگلیسی: Quebec) یک منطقهٔ مسکونی در ایالات متحده آمریکا است که در شهرستان اسویت گرس، مونتانا واقع شده‌است. کبک ۱٬۱۶۴٫۰۵ متر بالاتر از سطح دریا واقع شده‌است.